# Ariajasuru Hasegawa
Ariajasuru Hasegawa (født 29. oktober 1988) er en japansk fodboldspiller, som spiller for den japanske fodboldklub Nagoya Grampus.